# Garnet Hathaway
John Garnet Hathaway (né le 23 novembre 1991 à Naples dans l'État de Floride aux États-Unis) est un joueur professionnel américain de hockey sur glace. Il évolue au poste d'ailier droit.

## Biographie

### Jeunesse
Né à Naples en Floride, sa famille déménage dans la ville de Kennebunkport au Maine alors qu'il a 6 mois,. Il commence à jouer au hockey dans le Maine alors qu'il a trois ans avec son frère ainé, et se pratique à la maison lorsque l'étang derrière chez eux gèle à l'hiver.
En grandissant, Garnet et son grand frère Ephraim sont des partisans des Capitals de Washington de la Ligue nationale de hockey, alors que leur oncle a déjà travaillé avec le propriétaire des Capitals, Ted Leonsis.

### Carrière junior
À partir de 2010, il rejoint l'Université Brown et joue quatre saisons avec l'équipe des Bears. 

### Carrière professionnelle
Après avoir terminé ses études, il commence sa carrière professionnelle dans la Ligue américaine de hockey avec le Heat d'Abbotsford vers la fin de la saison 2013-2014.
Après avoir passé la saison 2014-2015 avec les Flames de l'Adirondack, il signe en avril 2015 un contrat dans la Ligue nationale de hockey avec les Flames de Calgary pour une durée de deux ans. Il fait ses débuts dans la LNH avec les Flames lors de la saison 2015-2016. Il participe à 14 matchs durant cette saison, mais joue majoritairement dans la LAH avec le Heat de Stockton.

## Statistiques
| Saison     | Équipe                 | Ligue      |     | Saison régulière | Saison régulière | Saison régulière | Saison régulière | Saison régulière |   | Séries éliminatoires | Séries éliminatoires | Séries éliminatoires | Séries éliminatoires | Séries éliminatoires |
| Saison     | Équipe                 | Ligue      | PJ  | B                | A                | Pts              | Pun              | PJ               | B | A                    | Pts                  | Pun                  |                      |                      |
| 2010-2011  | Université Brown       | ECAC       | 31  | 5                | 9                | 14               | 42               | -                | - | -                    | -                    | -                    |                      |                      |
| 2011-2012  | Université Brown       | ECAC       | 26  | 3                | 5                | 8                | 48               | -                | - | -                    | -                    | -                    |                      |                      |
| 2012-2013  | Université Brown       | ECAC       | 33  | 6                | 15               | 21               | 47               | -                | - | -                    | -                    | -                    |                      |                      |
| 2013-2014  | Université Brown       | ECAC       | 31  | 6                | 9                | 15               | 41               | -                | - | -                    | -                    | -                    |                      |                      |
| 2013-2014  | Heat d'Abbotsford      | LAH        | 8   | 0                | 0                | 0                | 10               | 1                | 0 | 0                    | 0                    | 10                   |                      |                      |
| 2014-2015  | Flames de l'Adirondack | LAH        | 72  | 19               | 17               | 36               | 77               | -                | - | -                    | -                    | -                    |                      |                      |
| 2015-2016  | Heat de Stockton       | LAH        | 44  | 8                | 13               | 21               | 39               | -                | - | -                    | -                    | -                    |                      |                      |
| 2015-2016  | Flames de Calgary      | LNH        | 14  | 0                | 3                | 3                | 31               | -                | - | -                    | -                    | -                    |                      |                      |
| 2016-2017  | Heat de Stockton       | LAH        | 31  | 8                | 12               | 20               | 67               | 5                | 2 | 2                    | 4                    | 2                    |                      |                      |
| 2016-2017  | Flames de Calgary      | LNH        | 26  | 1                | 4                | 5                | 44               | -                | - | -                    | -                    | -                    |                      |                      |
| 2017-2018  | Heat de Stockton       | LAH        | 18  | 11               | 8                | 19               | 30               | -                | - | -                    | -                    | -                    |                      |                      |
| 2017-2018  | Flames de Calgary      | LNH        | 59  | 4                | 9                | 13               | 88               | -                | - | -                    | -                    | -                    |                      |                      |
| 2018-2019  | Flames de Calgary      | LNH        | 76  | 11               | 8                | 19               | 56               | 5                | 0 | 0                    | 0                    | 14                   |                      |                      |
| 2019-2020  | Capitals de Washington | LNH        | 66  | 9                | 7                | 16               | 79               | 8                | 0 | 0                    | 0                    | 12                   |                      |                      |
| 2020-2021  | Capitals de Washington | LNH        | 56  | 6                | 12               | 18               | 66               | 5                | 2 | 1                    | 3                    | 4                    |                      |                      |
| 2021-2022  | Capitals de Washington | LNH        | 76  | 14               | 12               | 26               | 57               | 6                | 1 | 1                    | 2                    | 16                   |                      |                      |
| 2022-2023  | Capitals de Washington | LNH        | 59  | 9                | 7                | 16               | 52               | -                | - | -                    | -                    | -                    |                      |                      |
| 2022-2023  | Bruins de Boston       | LNH        | 25  | 4                | 2                | 6                | 17               | 7                | 0 | 1                    | 1                    | 10                   |                      |                      |
| 2023-2024  | Flyers de Philadelphie | LNH        | 82  | 7                | 10               | 17               | 132              | -                | - | -                    | -                    | -                    |                      |                      |
| Totaux LNH | Totaux LNH             | Totaux LNH | 539 | 65               | 74               | 139              | 622              | 31               | 3 | 3                    | 6                    | 56                   |                      |                      |